# Marquesado de Montevirgen
El marquesado de Montevirgen (en italiano, marchesato di Montevirgine) es un título nobiliario del Reino de las Dos Sicilias, creado por el rey Carlos III de España el 1 de junio de 1736 a favor de Manuel de Abaurre y Salazar como premio por «los servicios militares prestados a los Borbones desde la Guerra de Sucesión, al lado de Felipe V.»

## Marqueses de Montevirgen
|                              | Titular                                      | Periodo                      |
| Título creado por Carlos III | Título creado por Carlos III                 | Título creado por Carlos III |
| ---------------------------- | -------------------------------------------- | ---------------------------- |
| I                            | Manuel de Abaurre y Salazar                  | 1736-1771                    |
| II                           | Juan Manuel de Quiñones y Abaurre            | 1771-1803                    |
| III                          | José María Quiñones de León y Vigil          | 1803-1853                    |
| IV                           | Juan Quiñones de León y Santalla             | 1853-1893                    |
| V                            | Cayo Quiñones de León y Santalla             | 1894-1899                    |
| VI                           | Juan Quiñones de León y Francisco-Martín     | 1901-1930                    |
| VII                          | Fernando Quiñones de León y Francisco-Martín | 1930-1937                    |

## Historia de los marqueses de Montevirgen
- Manuel de Abaurre y Salazar (m. 30 de agosto de 1784), I marqués de Montevirgen,[2][1] mariscal de campo, primer teniente del regimiento de infantería, gobernador del castel dell'Ovo, y de Termini Imerese en Sicilia, participó en las campañas de Tortosa, Tarragona, Sitio de Barcelona, en la expedición a Cerdeña, Cáller, Castellammare y Palermo, entre otros, se le concedió Bula de la Cruz y la Orden de Malta el 15 de junio de 1736. Era hijo de Manuel de Abaurre y Arbeola (Aibar, 1660-Castillo de Beñar, 1704) y de Josefa Fernández de Gorostiza Salazar y Prieto.[2]

Sin descendencia, le sucedió, en 1771, su sobrino nieto, hijo de su sobrina y heredera, Antonia de la Cruz de Abaurre y Fuertes (1730-1763) —hija de su hermano mayor Lucas de Abaurre y Fernández de Gorostiza, o Lucas de Abaurre y Salazar, y de su esposa María de los Dolores Fuertes y Fuertes—, y de su esposo, Fernando Manuel de Quiñones y Álvarez del Castillo (1720-1780), señor de la Casa de Riolago, regidor perpetuo de León e hijodalgo notorio de Babia:
- Juan Manuel de Quiñones y Abaurre (Toral de los Guzmanes, 1749-Toral de los Guzmanes, 22 de mayo de 1803), II marqués de Montevirgen,[1] III marqués de San Carlos y caballero de la Orden de Carlos III desde 1789.[2]

Casó, en San Llorente del Páramo el 30 de octubre de 1785. con Francisca de León y Santos Montero (n. 1755). Le sucedió su hijo:
- José María Quiñones de León y Vigil (Toral de los Guzmanes, 5 de febrero de 1788-Madrid, 25 de enero de 1853[1] ), III marqués de Montevirgen, que en 1852 fue reconocido como título de Castilla,[3] IV marqués de San Carlos, diputado por Astorga (1867-1868), gran cruz de la Orden de Carlos III en 1844.

Casó, el 27 de septiembre de 1807, con Francisca Santalla Álvarez Lorenzana y Osorio, también llamada Francisca Santalla Quindós. Le sucedió su hijo:
- Juan Quiñones de León y Santalla (Camponaraya, 18 de febrero de 1806-3 de abril de 1893), IV marqués de Montevirgen,[4] V marqués de San Carlos, título que cedió a su hermano Cayo, diputado por Villafranca del Bierzo, senador vitalicio y maestrante de Sevilla.[4]

Soltero y sin sucesión, le sucedió su hermano menor:

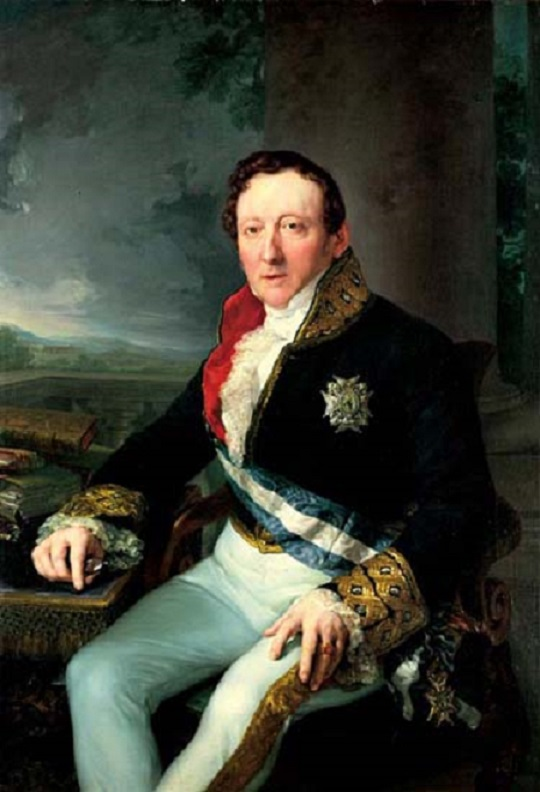
Retrato de Cayo Quiñones de León en el Banco de España

- Cayo Quiñones de León y Santalla (León, 26 de abril de 1818-La Granja de San Ildefonso, 30 de julio de 1899), V marqués de Montevirgen,[5][1] [6] VI marqués de San Carlos y diputado por Ponferrada (1857-1876). Senador vitalicio desde 1877 a 1899 y presidente del Casino de Madrid entre 1872 y 1876.[5] Fue condecorado con la Orden del Toisón de Oro, cruz de la Orden de Carlos III, gran oficial de la Legión de Honorde Francia, Gran Cruz de la Orden de Leopoldo de Bélgica, y la cruz de comendador de la Orden de la Corona de Wurtemberg en Alemania.[5]

Casó, el 18 de mayo de 1853, con Ana de Francisco-Martín y Orrantia (Jamaica, ?-Madrid, 19 de septiembre de 1901), I marquesa de San Carlos en España. Le sucedió su hijo:
- Juan Quiñones de León y Francisco-Martín (Madrid, 8 de diciembre de 1856-Madrid, 30 de enero de 1930), VI marqués de Montevirgen[7] y  gentilhombre de Cámara del rey.

Casó, en Madrid, el 15 de junio de 1882, con María del Pilar Gayoso de los Cobos y Sevilla (París, 3 de diciembre de 1856-4 de marzo de 1939), XVI duquesa de Plasencia grande de España, dama de la reina. Sin sucesión. Le sucedió su hermano menor:

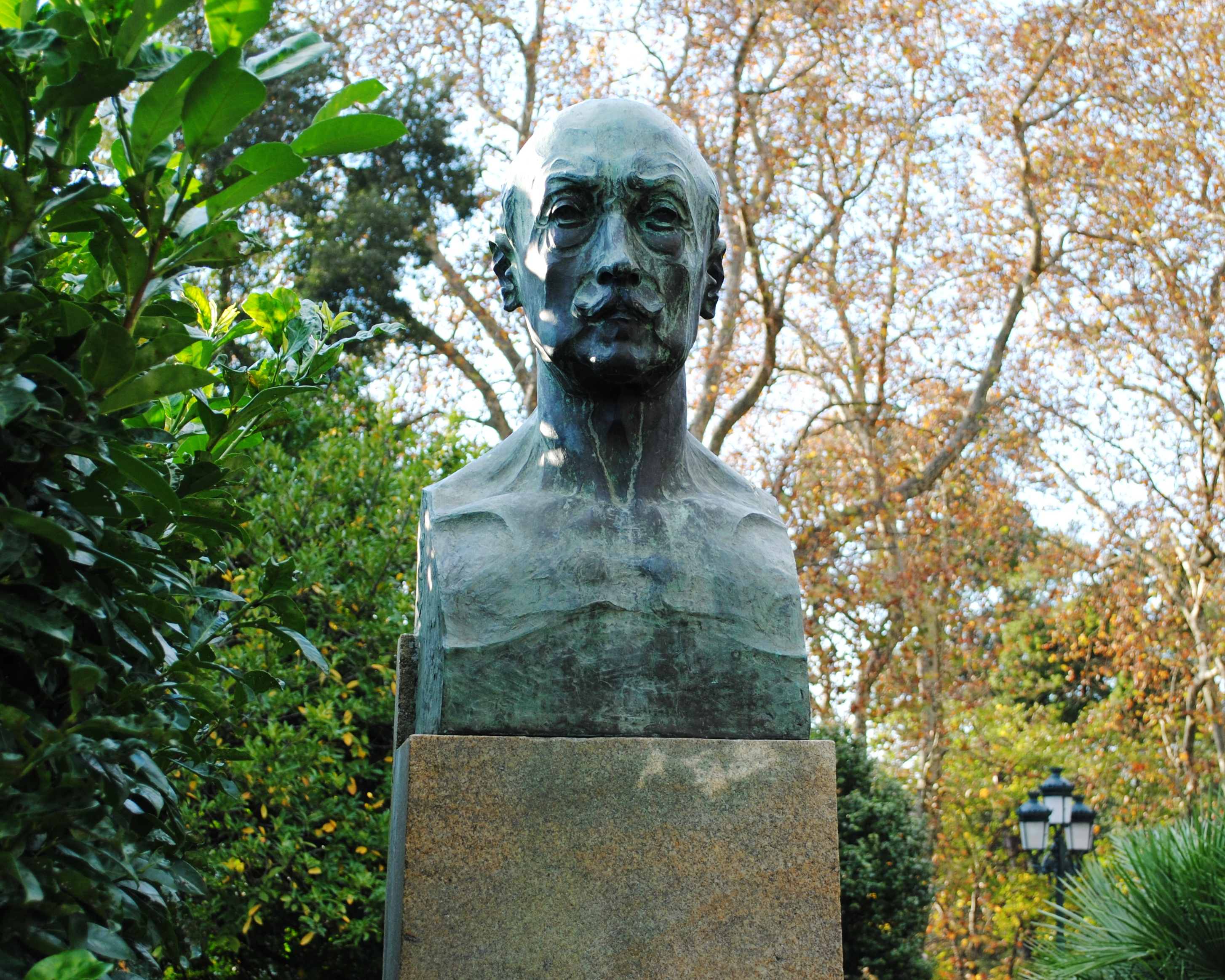
Fernando Quiñones de León y Francisco-Martín, por el escultor Santiago Rodríguez Bonome

- Fernando Quiñones de León y Francisco-Martín (París, 27 de diciembre de 1858-El Cairo, 2 de febrero de 1937), VII marqués de Montevirgen,[8] III marqués de San Carlos en España, I marqués de Alcedo, grande de España,[9] último señor de Riolago, caballero de la Soberana Orden Militar y Hospitalaria de San Juan de Jerusalén, de Rodas y de Malta, correspondiente de la Real Academia de la Historia y autor de diversas obras históricas, como Los merinos de Asturias.[10]

Casó en primeras nupcias, en 15 de enero de 1883, con María de los Milagros Elduayen y Martínez Enríquez, VII marquesa de Valladares, padres de Fernando de Quiñones de León y Elduayen (1883-1918), que premurió a su padre y fue el VIII marqués de Valladares y VII marqués de Mos. Después de enviudar, contrajo un segundo matrimonio en 23 de noviembre de 1891, con Antonia de Bañuelos Thorndike (Roma, 17 de julio de 1855-Bournemouth, Dorset, 1921), II condesa de Bañuelos, padres de Isabel y Antonia Quiñones de León y Bañuelos.